# Ентони Џејмс Бар
Ентони Џејмс Бар (енгл. Anthony James Barr; Њујорк, 24. септембар 1940), познатији као Тони Бар или Џим Бар  амерички је дизајнер програмских језика, инжењер софтвера и изумитељ. Значајно је допринео Системом статистичке анализе (САС) (енг. Statistical Analysis System (SAS)), аутоматизовао је оптимизовану потрошњу ресурса дрвета, као и класификацију медицинских субјеката.

## Допринос

### Систем статистичке анализе
Систем статистичке анализе (САС), осмишљен од стране Бара 1966. године, наишао је на широку примену у науци, управи, индустрији и академском развитку. Септембра 1966, у граду Атенсу у Џорџији, презентовао је концепт његове идеје члановима Одбора за Статистички Софтвер Универзитетских Статистичара Јужних Експерименталних Станица (УСЈЕС).
Бар је претходно креирао језик за моделовање анализе случаја, инспирисан нотацијом статистичара Мориса Кендала (енгл. Maurice Kendall). Развијао га је у асемблерском језику, на рачунару IBM 1410, као апсолвент државног универзитета Северне Каролине од 1962. до 1963. године. Др А. Грандеџ, аутор програма за анализу случаја IBM 650, давао је савете о статистичким прорачунима. Након тога је уследио вишеструки регресијски програм са флексибилним улазним форматом и алгебарском трансформацијом променљивих, 1963. до 1964. године. На основу тих програма, заједно са својим искуством са структурираним датотекама података, креирао је САС, стављајући статистичке процедуре у форматирани оквир датотека.
Бар је стекао искуство са структираним датотекама података док је радио на форматироном систему датотека. Од 1966. до 1968. године, Бар је развио основну структру и језик САС-а.
Бар је започео сарадњу са другима 1968. године. Дизајнирао и имплементирао програмски језик, управљање подацима, писање извјештаја и системска подручја система који се развија. Ентони Џ. Бар, Џејмс Х. Гуднајт, Џон П. Сал и Џејн Т. Хелвиг су 1976. године основали Институт САС, а Бар је имао највећи удео (40%). Своје акције је продао 1979.

### Аутоматска класификација медицинских субјеката (АКМС)
АКМС је компјутерски програм који одређује један примарни узрок смрти на основу више узрока смрти наведених у умрлици. Бар је креирао овај програм за Национални центар за здравствену статистику у периоду од 1967. до 1969. године.
АКМС заједно са другим компонентама чини Систем медицинских података о смртности. Овај систем се користи за одређивање узрока смрти у свим умрлицама у САД. АКМС је постао међународни стандард за аутоматску селекцију основног узрока смрти. Садржи битне податке који се користе у прорачуну статистике смртности.

### Аутоматска оптимизација потрошње ресурса дрвета
Бар је 1971. и 1972. године, у сарадњи са Сендијем Мулином (енгл. Sandy Mullin), дизајнирао, патентирао и саградио прву рачунарску опрему за оптимизацију употребе дрвета у индустрији намештаја. Уређај је могао да чита обележене мане на даскама, израчунава потребне резове за оптималну употребу дасака и обележава линије по којима ће се сећи даске.
Компанија Бар-Мулин је основана 1973. године, а њена технологија за оптимизацију употребе дрвета се и даље користи у америчкој индустрији дрвета.

### Линкер за IBM/360
Бар је 1968. креирао први линкер који није IBM-ов за IBM/360. Назван је LDR, линкер је спонзорисала Америчка компанија за обраду података из Ралија, Северна Каролина. Баров линкер је смањио типично време тестирања програма за двадесет и пет посто. IBM није понудио еквивалентни линкер више од осамнаест месеци након што је Баров линкер био комерцијално доступан.

### IBM симулатори радних станица
Године 1971, Бар је креирао први HASP терминални емулатор који није IBM-ов. На тржишту Универзитетске рачунарске компаније (енгл. UCC), HASP емулатор је дао значајно боље перформансе у односу на IBM 2780 емулатор, који је Бар 1969. године развио за исту компанију. Емулатори су развијени на PDP-8 минирачунару и омогућили су COPE терминалима да комуницирају са рачунарима серије IBM/360 и IBM/370.
Бар је 1971. године такође увео HASP радну станицу за M & M компјутерске индустрије у Оринџу (Калифорнија). Имплементиран на DGN миникомпјутеру, програм је постао даљински серијски терминал Singer корпорације. И Singer и UCC су продали свој део терминала Harris корпорацији, која је наставила да тргује производима.

### Форматирани систем датотека
Бар је у периоду од 1964. до 1966. године радио за IBM, у оквиру федералних система у Пентагону, у Вашингтону. Ту је радио на NIPS форматираном фајл систему (FFS). FFS, генерализовани систем управљања базама података за враћање и писање извештаја, био је један од првих система за управљање подацима који су искористили предност дефинисане структуре датотека за складиштење података и ефикастост претраживања.
Одређен да ради за Национални војни командни центар, Бар је дорадио и унапредио FFS, имплементирајући три од пет његових главних компоненти - преузимање, сортирање и ажурирање датотека.
Рад са FFS-ом упознао је Бара са потенцијалом дефинисане структуре датотека, који је требало да постане основни концепт САС-а.

## Патенти, публикације, образовање

### Патенти
- Бар, Тони, Метрике задовољства и методе примене, 8,380,560, 2-19-2013, Cl. 705-7.38.
- Бар, Ентони Џ. и Мулин, Александар Г., Уређај и метода за максимално искоришћење издужених залиха. „4,017,976”. Архивирано из оригинала 09. 04. 2013. г., 4-19-1977, Cl. 235-151.l.
- Бар, Ентони Џ. и Мулин, Александар Г., Уређај за оптимизацију искористивости комада дасака и слично. 3,942,021, 3-2-76, Cl. 250-572.000.
- Бар, Ентони Џ. и Мулин, Александар Г., Уређај и метода за оптимизацију искористивости комада дасака и слично. 3,931,501, 1-6-76, Cl. 235-151.100.

### Публикације
- Мансон, A. Р.; Бар, Е. Џ.; Гуднајт, J. Х. (1975), „Оптимална стратегија нулте меморије и тачне вероватноће за Блекџек са 4 шпила”, Амерички статистичар, 29 (2): 84—88, doi:10.1080/00031305.1975.10477376
- Бар, Е. Џ.; Гуднајт, J. Х.; Сал, J. P.; Хелвиг, J. Х. (1977), САС водич за програмере, Рали, Северна Каролина: САС институт, Инц.
- Бар, Е. Џ. (1977), „Дистрибуција и одржавање САС-а”, Рачунарске науке и статистика: Десети годишњи симпозијум о интерфејсу, Специјална публикација НБС 503: 215—220
- Бар, Е. Џ.; Гуднајт, J. Х.; Сал, J. П.; Хелвиг, J. T. (1976). Кориснички водич за САС 76. Рали, Северна Каролина: САС институт, Инц. ISBN 978-0-917382-01-7.
- Бар, Е. Џ. (1978), „Управљање подацима у САС-у и интерфејсима за друге системе”, Зборник радова из рачунарске науке и статистике: Једанаести годишњи симпозијум о интерфејсу, Институт за статистику, Државни универзитет Северна Каролина: 261—264

### Лични живот и каријера
Бар је рођен у Њујорку, а одрастао је у Самиту (Њу Џерзи) , где је 1958, завршио средњу школу.

### Образовање
- Основне академске студије из примењене физике, Државни универзитет Северна Каролина, 1962.
- Мастер студије из физике, Државни универзитет Северна Каролина, 1968.
  - 1963. стипендиста Националне научне фондације да студира физичку океанографију на Институту за океанографију Вудс Хоула
  - 1963. стипендиста Националне научне фондације за Државни универзитет Северне Каролине
  - 1995. Истакнути дипломирани студент Архивирано на веб-сајту  (6. фебруар 2012), Државни универзитет Северна Каролина, Факултет за физичке и математичке науке Архивирано на веб-сајту  (6. јун 2013)